# Fresnedelo
Fresnedelo (Fernidiellu en asturleonés) es una localidad del municipio de Peranzanes, El Bierzo provincia de León, Comunidad Autónoma de Castilla y León (España), situada en la comarca tradicional de Fornela.
Es un pueblo que conserva su arquitectura tradicional, casas de piedra con enlosado de pizarra y algunas casas de teito.

## Situación
Fresnedelo es el primer pueblo del valle de Fornela. 
Para llegar a Fresnedelo tras coger la carretera que conduce a Fornela desde Fabero, al llegar a la altura de 
San Pedro Paradela se ha de desviarse al oeste por una carretera que tras 2 kilómetros y medio, aproximadamente, termina en Fresnedelo.

## Evolución demográfica
| 2000 | 2001 | 2002 | 2003 | 2004 | 2005 | 2006 | 2007 | 2008 | 2009 | 2010 | 2011 |
| 41   | 41   | 39   | 38   | 37   | 37   | 34   | 29   | 29   | 28   | 27   | 28   |

## Iglesia de San Esteban
La iglesia parroquial de Fresnedelo está dedicada a San Esteban. Es una iglesia del siglo XVIII que según la historiadora Mercedes Durany tiene relación con un castillo del mismo nombre que en el siglo XI se encontraba en Fresnedelo.
Es un edificio de piedra con enlosado de pizarra de planta rectangular con su única entrada situada en un pórtico cerrado. La espadaña tiene el acceso desde el exterior a través de una escalera de piedra.

## Fiestas
Las fiestas en honor al patrón, San José, se celebran los días 18 y 19 de marzo.